# Zeugen (1966)
Zeugen ist ein Kriminalfernsehspiel des Deutschen Fernsehfunks aus dem Jahr 1966 von Hans Pfeiffer.

## Handlung
Nachts flieht eine junge Frau panisch vor einem Mann. Ihre Schreie hallen, sie läuft um ihr Leben, doch der Mann holt sie ein. Man sieht ihre Leiche auf dem Asphalt. Der Täter kann unerkannt entkommen. Keines der Fenster der umliegenden Häuser ist jetzt noch erleuchtet, zum Tatzeitpunkt jedoch drang aus vielen Fenstern Licht. Nur eine einzige Zeugin, eine alte Frau, ist bereit, mit der Mordkommission, die von Leutnant Gambler geleitet wird, zusammenzuarbeiten. Sie weiß, dass in anderen Fenstern Licht brannte. Die Ermittler finden heraus, dass fünf Männer die Tat beobachtet, aber nicht eingegriffen haben. Mit vereinten Kräften hätten sie dem Opfer möglicherweise das Leben retten können.

## Produktion und Veröffentlichung
Für die Dramaturgie war Günter Kaltofen verantwortlich.
Die Erstausstrahlung erfolgte am 27. September 1966 im Programm des Deutschen Fernsehfunks.